# Felix Rauter

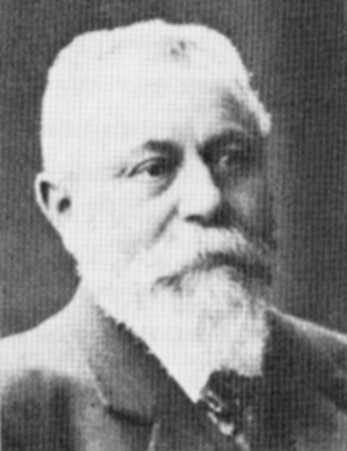
Felix Rauter

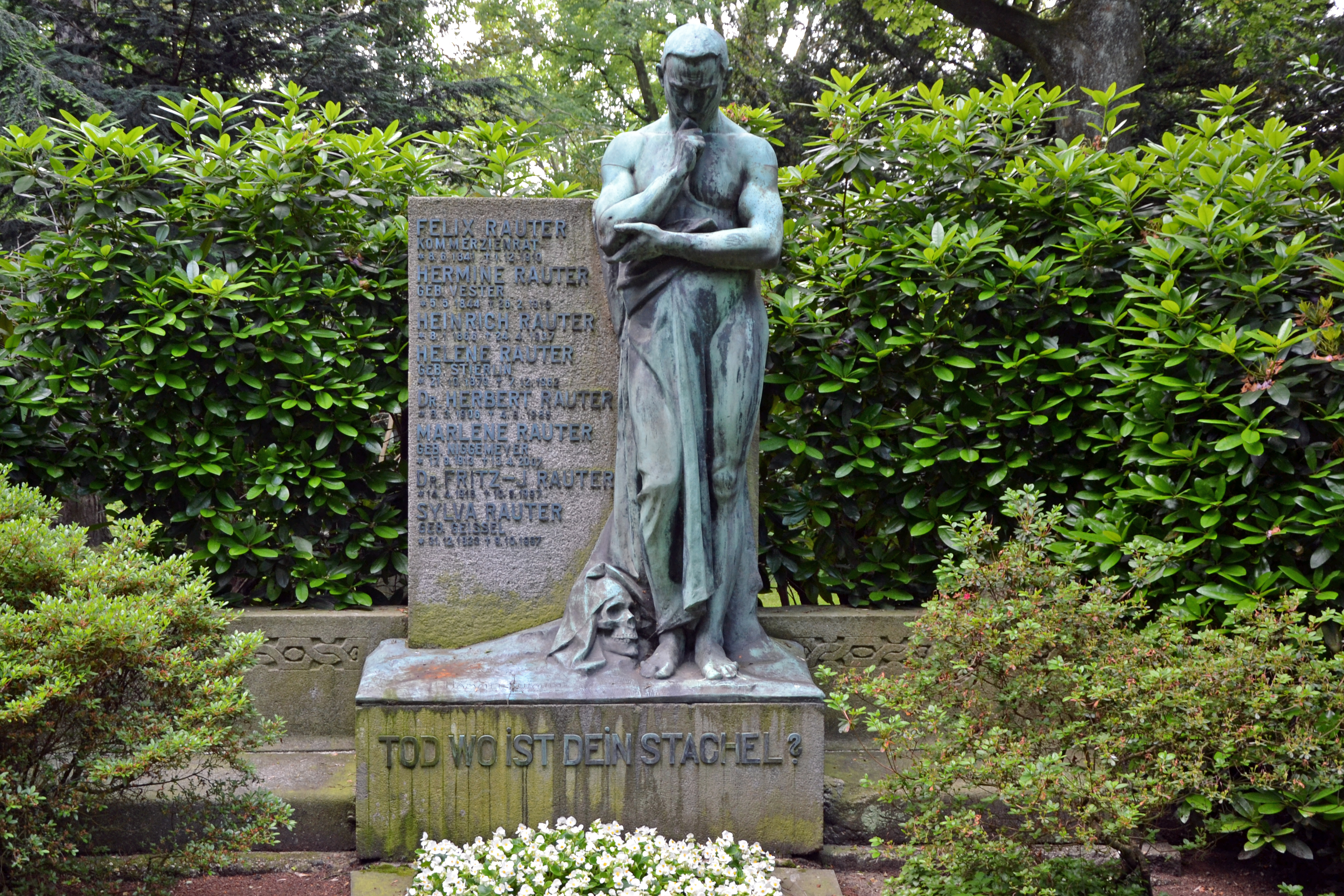
Grabmal auf dem Essener Ostfriedhof

Felix Rauter (* 8. Juni 1841 in Steele; † 1. Dezember 1910 in Godesberg) war ein deutscher Kaufmann, der auch als Mäzen und Stadtverordneter der Stadt Essen wirkte.

## Leben und Wirken
Felix Rauter wurde als Sohn des Glasfabrikanten Heinrich Rauter geboren, der die Firma Rauter & Butenberg zur Herstellung von Hohl- und Tafelglas gegründet hatte. Sie wurde 1853 von der Glashütte Wisthoff übernommen. Heinrich Rauter hatte außerdem von seinem Vater Franz eine Essigfabrik und eine Ziegelei übernommen.
Felix Rauter verbrachte seine Jugendzeit mit seinen Eltern in Essen und besuchte hier das Gymnasium, leistete danach Militärdienst als Einjährig-Freiwilliger in Düsseldorf und machte in der Folge eine kaufmännische Ausbildung. Er erbte die Ziegelei und die Essigfabrik seines Vaters und erweiterte letztgenannte um eine Branntweinbrennerei. Der Betrieb befand sich nahe der Kettwiger Straße und dem Stadttheater, Rauters Wohnhaus war die damals dort befindliche Alte Post.
Rauter war 25 Jahre Stadtverordneter der Stadt Essen, wobei er eng mit Oberbürgermeister Erich Zweigert zusammenarbeitete.
1895 übergab Rauter seinem Sohn Heinrich den gesamten Betrieb der Essigfabrik und der Branntweinbrennerei. Diese besteht bis heute in der Firma Felix Rauter GmbH & Co. KG, Destillerie, Spirituosenfabrik, Weinimport in Essen. Nach der Übergabe widmete sich Rauter ausschließlich seiner ehrenamtlichen Tätigkeit im öffentlichen Leben. Er förderte in Essen das Heimatmuseum und überließ ihm eine umfangreiche Sammlung an Schrift- und Bilddokumenten über die Entwicklung der Stadt Essen im 19. Jahrhundert. Zudem rief Rauter eine Stiftung für „verschämte Arme“ ins Leben und förderte durch persönliche Opfer die Errichtung eines Wöchnerinnenheims.
Rauter wurde am 12. Juni 1909 zum Anlass seines Ausscheidens aus dem ehrenamtlichen öffentlichen Dienst der Ehrentitel eines königlich preußischen Kommerzienrats verliehen. Außerdem war er Träger des preußischen Roten Adlerordens III. Klasse.
Felix Rauter verstarb während eines Kuraufenthaltes in Godesberg. Er wurde zunächst auf dem Friedhof am Kettwiger Tor in Essen beigesetzt. Als dieser 1955 aus städtebaulichen Gründen aufgegeben werden musste, wurde die Familiengrabstätte auf den Essener Ostfriedhof umgebettet.
Im Essener Ostviertel wurde 1937 die Rauterstraße nach ihm benannt.